# Прус, Болеслав
Боле́слав Прус (пол. Bolesław Prus; настоящее имя — Алекса́ндр Глова́цкий, пол. Aleksander Głowacki; 20 августа 1847, Хрубешув близ Люблина, Царство Польское, Российская империя — 19 мая 1912, Варшава, Царство Польское, Российская империя) — польский писатель и журналист, редактор, фельетонист.

## Биография
Александр Гловацкий родился в семье обедневшего шляхтича. Рано осиротел. Воспитывал Болеслава старший брат Леон, сторонник национального освобождения Польши. С июня 1863 года Болеслав, ученик 5-го класса гимназии, участвовал в Польском восстании. Был ранен 1 сентября в стычке у деревни Бяла и взят в плен российскими войсками, но после лечения в госпитале отпущен. В январе 1864 года вновь был арестован и заключён на три месяца в тюрьму в Люблинском замке.
По окончании лицея в Люблине поступил на физико-математический факультет Главной школы в Варшаве (1866—1868). Оставив учёбу из-за материальных трудностей, пробовал учиться в Училище сельского и лесного хозяйства в Пулавах, но вскоре вернулся в Варшаву.
В печати Александр Гловацкий дебютировал в 1872 году. Сотрудничал c варшавскими газетами (1874—1903). Был редактором журнала «Новины» («Nowiny»; 1882—1883), где публиковал собственные публицистические статьи. Литературно-критические статьи Болеслава Пруса способствовали становлению в польской критике реалистической концепции искусства.
Высоко ценил творчество русских писателей, особенно Л. Н. Толстого.

## Творчество

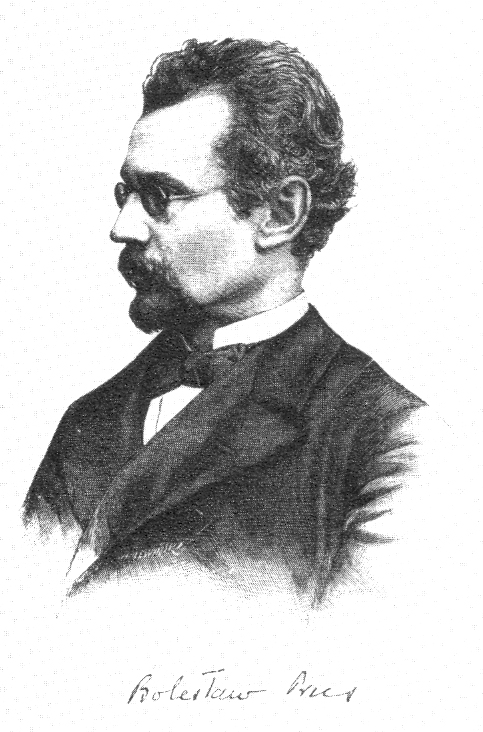
Портрет Болеслава Пруса на фронтисписе первого издания романа «Кукла» (1890). Художник Юзеф Холевиньский

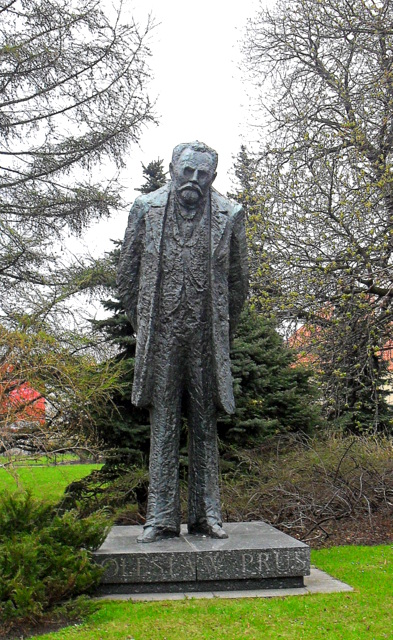
Варшава, статуя Болеслава Пруса

Для газет написал большое количество фельетонов и хроник (свыше тысячи). Автор около сотни юмористических сценок и рассказов, написанных главным образом в молодости, рассказов с социальной проблематикой («Дворец и лачуга»; «Михалко», «Анелька», оба — 1880; «Антек», 1881). Широкую известность приобрели рассказы о детях («Сиротская доля», 1876). Автор повестей «Возвратная волна» (1880), «Форпост» (1885). Болеслав Прус создал новый тип социально-психологического романа («Кукла», 1887—1889) — панорама жизни Варшавы в 1878—1879 и вместе с тем история трёх поколений польских идеалистов. По роману поставлен одноимённый фильм Войцеха Ежи Хаса (1968) и телевизионный сериал (режиссёр Рышард Бера, 1977).
Широкая картина жизни Варшавы и провинции дана в романе «Эмансипированные женщины» (1891—1893).
Прус декларировал приверженность современной, злободневной тематике, однако написал исторический роман «Фараон» (1895—1896). По роману поставлен одноимённый фильм Ежи Кавалеровича (1966).
В романе «Дети» (1908) отразил революцию 1905—1907 годов. В незаконченном романе «Перемены» (1911) создал образ русского студента-социалиста.
Произведения Пруса переведены на многие языки.

### Новеллы и рассказы
- «Дворец и лачуга» (Pałac i rudera) (1875; рассказ)
- «Приключение Стася» (Przygoda Stasia) (1879)
- «Возвратная волна» (Powracająca fala) (1880; рассказ)
- «Михалко» (Michałko) (1880)
- «Антек» (Antek) (1880)
- «Обращенный» (Nawrócony) (1880)
- «Шарманка» (Katarynka) (1880)
- «Жилет» (Kamizelka) (1882)
- «Он» (On) (1882)
- «Голоса прошлого» (Milknące głosy) (1883)
- «Грехи детства» (Grzechy dzieciństwa) (1883)
- «На каникулах» (Na wakacjach) (1884)
- «Ошибка» (Omyłka) (1884)
- «Плесень мира» (Pleśń świata) (1884)
- «Живой телеграф» (Żywy telegraf) (1884)
- «Тени» (Cienie) (1885)
- «Из преданий старого Египта» (Z legend dawnego Egiptu) (1888)
- «Сон» (Sen) (1890)

### Романы
- «Порабощённые души» (Dusze w niewoli) (1877)
- «Анелька» (Anielka) (под названием «Потерянный роман» Chybiona powieść в 1880 г.; финальная версия в 1885 г.; часто его относят к рассказам)
- «Форпост» (Placówka) (отдельное издание 1886)
- «Кукла» (Lalka) (отдельное издание 1890)
- «Эмансипированные женщины» (Emancypantki) (отдельное издание 1894)
- «Фараон» (Faraon) (отдельное издание в 1897)
- «Дети» (Dzieci) (отдельное издание 1909)
- «Перемены» (Przemiany) (неоконченный роман, годы публикации: 1910-1912 гг.)

## Память
- В 1975-1978 и 1981-1984 годах в Польше были выпущены в обращение монеты из мельхиора с изображением портрета Болеслава Пруса номиналом 10 злотых.
- В польском городе-курорте Наленчуве находится Музей Болеслава Пруса на улице Понятовского, дом 39. Писатель с 1882 по 1910 год ежегодно отдыхал на курорте.
- В городском парке Наленчува установлен бронзовый памятник писателю: Болеслав Прус изображён сидящим на скамье.